# مدرسه (مجموعه تلویزیونی)
مدرسه (کره‌ای: 학교) یک مجموعه آنتولوژی محصول کره جنوبی است که توسط سامانه سخن‌پراکنی کره گروه تولیدی درام برای شبکه کی‌بی‌اس۲ ساخته شده‌است. اولین فصل در سال ۱۹۹۹ پخش شد و این سریال به مدت چهار سال متوالی (تا سال ۲۰۰۲) ادامه یافت. پس از ده سال وقفه، این فرنچایز با فصل جدیدی در سال ۲۰۱۲ راه اندازی مجدد شد که با نام مدرسه ۲۰۱۳ معرفی شد. از آن زمان ۳ سریال دیگر: تو کیستی: مدرسه ۲۰۱۵، مدرسه ۲۰۱۷ و مدرسه ۲۰۲۱ راه‌اندازی شد.

## تاریخچه فرنچایز
سریال مدرسه یک سریال درام کره‌ای است که در مورد مبارزاتی است که دانش‌آموزان در طول سال‌های شکل‌گیری خود در مدارس تجربه می‌کنند. عمدتاً بر روی به تصویر کشیدن مسائل واقع بینانه‌ای که جوانان کره جنوبی با آن مواجه هستند، مانند سیستم آموزشی فاسد، خودکشی نوجوانان، تنبیه بدنی، فرهنگ آکادمی و تدریس خصوصی، آینده شغلی و قلدری تمرکز دارد.
این سریال به دلیل راه‌اندازی حرفه بازیگران تازه‌کار مورد توجه قرار گرفته‌است.

## اطلاعات مجموعه
| عنوان                | قسمت‌ها | تاریخ‌های پخش                     | شکاف زمانی                                      |
| -------------------- | ------ | -------------------------------- | ----------------------------------------------- |
| مدرسه ۱              | ۱۶     | ۲۲ فوریه ۱۹۹۹ to ۱۳ آوریل ۱۹۹۹   | دوشنبه - سه شنبه ساعت ۲۲:۰۰ (زمان در کره جنوبی) |
| مدرسه ۲              | ۴۳     | ۸ مه ۱۹۹۹ to ۷ فوریه ۲۰۰۰        | یک شنبه ساعت ۱۹:۱۰ (زمان در کره جنوبی)          |
| مدرسه ۳              | ۴۹     | ۵ مارس ۲۰۰۰ to ۱۱ آوریل ۲۰۰۱     | یک شنبه ساعت ۱۹:۱۰ (زمان در کره جنوبی)          |
| مدرسه ۴              | ۴۸     | ۸ آوریل ۲۰۰۱ to ۳۱ مارس ۲۰۰۲     | یک شنبه ساعت ۱۹:۱۰ (زمان در کره جنوبی)          |
| مدرسه ۲۰۱۳           | ۱۶     | ۳ دسامبر ۲۰۱۲ to ۲۸ ژانویه ۲۰۱۳  | دوشنبه - سه شنبه ساعت ۲۲:۰۰ (زمان در کره جنوبی) |
| تو کیستی: مدرسه ۲۰۱۵ | ۱۶     | ۲۷ آوریل ۲۰۱۵ to ۱۶ ژوئن ۲۰۱۵    | دوشنبه - سه شنبه ساعت ۲۲:۰۰ (زمان در کره جنوبی) |
| مدرسه ۲۰۱۷           | ۱۶     | ۱۶ ژوئیه ۲۰۱۷ to ۷ سپتامبر ۲۰۱۷  | دوشنبه - سه شنبه ساعت ۲۲:۰۰ (زمان در کره جنوبی) |
| مدرسه ۲۰۲۱           | ۱۶     | ۲۴ نوامبر ۲۰۲۱ to ۱۳ ژانویه ۲۰۲۲ | چهارشنبه-پنجشنبه ساعت ۲۱:۳۰ (زمان در کره جنوبی) |

## لیست مجموعه‌ها

### مدرسه ۱
درام دربارهٔ مشکلات نوجوانان در مدارس، بین تحصیل، عشق اول و خانواده و نحوه مبارزه آنها برای غلبه بر آنها.

### مدرسه ۲
این درام حول محور دانش‌آموزان دبیرستانی است که نه تنها باید با وظایف مدرسه سر و کار داشته باشند، بلکه باید با مشکلات ناشی از جوانی مانند عشق اول، دوستی، ناملایمات روبرو شوند، بدون ذکر شورش جوانی، زیرا برای آنها مدرسه و جوانی آنها یک ماجراجویی بزرگ خواهد بود.

### مدرسه ۳
درام دربارهٔ مشکلاتی که نوجوانان در مدرسه با آن روبرو هستند، بین تحصیل، عشق اول و خانواده، و نحوه مبارزه آنها برای غلبه بر آنها.

### مدرسه ۴
درام جوانان KBS دربارهٔ زندگی کارکنان و دانش آموزان دبیرستان هنرهای Sewon است.

### مدرسه ۲۰۱۳
دبیرستان سونگری بر اساس نمرات تحصیلی به عنوان یکی از بدترین دبیرستان‌های ۱۷۸ در سئول رتبه‌بندی می‌شود. دبیرستان سونگری اکنون مشغول آماده‌سازی ارائه برای دانش‌آموزان جدید خود است. کلاس ۲ در انتهای کلاس ۲ در دبیرستان سونگری قرار دارد. گو نام سون (لی جونگ سوک) به لطف حمایت اوه جونگ هو (کواک جونگ ووک)، که یکی از اعضای باند مدرسه است، به عنوان رئیس کلاس برای کلاس ۲ انتخاب می‌شود. Kang Se-chan (چوی دانیل) معلم برتر زبان کره‌ای در یک مؤسسه معروف در Gangnam است. به منظور بهبود نمرات دانش‌آموز در دبیرستان سونگری، مدرسه سه چان را استخدام می‌کند. وقتی سه چان در مراسم افتتاحیه مدرسه ظاهر می‌شود، گو نام سون شرمنده می‌شود.

### مدرسه ۲۰۱۵
دبیرستان Sekang معتبرترین دبیرستان خصوصی در ناحیه گانگنام سئول است و Go Eun Byul (کیم سو-هیون) محبوب‌ترین دختر آنجاست. در همین حال، خواهر دوقلوی همسان او لی یون بی در یک پرورشگاه زندگی می‌کند و در مدرسه مورد آزار و اذیت قرار می‌گیرد. سپس یک روز، یون بیول به‌طور مرموزی ناپدید می‌شود. اندکی بعد، یون بی خاطرات خود را از دست می‌دهد و به اشتباه یون بیول است. یون بی سپس زندگی خود را به عنوان یون بیول شروع می‌کند.

### مدرسه ۲۰۱۷
داستان روی سن در مورد زندگی دانش آموزان ۱۸ ساله دبیرستانی که بر اساس رتبه‌بندی آنها در دبیرستان Geumdo ارزش‌گذاری می‌شوند. علیرغم ناامیدی‌هایشان، آنها در می‌یابند که چگونه در این دنیایی که به نظر می‌رسد چرخه‌ای راکد مدرسه و خانه است، راه خود را باز کنند. خلاصه داستان یک کلاس از دانش‌آموزان دبیرستانی را دنبال می‌کند که سعی می‌کنند بر استرس رتبه‌بندی شدن بر اساس نمرات امتحانی خود غلبه کنند و با مشکلات نوجوان بودن در یک سیستم پرفشار و فاسد روبرو شوند. قهرمان اصلی آن Ra Eun-ho (کیم سه-جونگ)، یک جوان ۱۸ ساله شاد و مهربان است که رؤیای یک هنرمند وبتون را در سر می‌پروراند اما در جستجوی یک مزاحم مرموز در مدرسه، معروف به "دانش آموز X". وقتی او را متهم می‌کنند که دانشجوی X است، رؤیای او برای رفتن به دانشگاه برای تحصیل در رشته هنر به خطر می‌افتد زیرا با اخراج مواجه می‌شود.

### مدرسه ۲۰۲۱
این درام نوجوان اثری است که رشد رؤیاها، دوستی و هیجان ۱۸ جوان را به تصویر می‌کشد که در محدوده‌های نامشخصی قرار گرفته‌اند.